# Alfred Eisenbeisser
Alfred Eisenbeisser znany również jako Alfred Eisenbeisser-Feraru (ur. 7 kwietnia 1908 w Czerniowcach, zm. 1 lipca 1991 w Berlinie) – rumuński piłkarz pochodzenia niemieckiego, grający na pozycji napastnika lub pomocnika, trener, były reprezentant Rumunii.

## Kariera piłkarska

### Kariera klubowa
W 1923 rozpoczął karierę zawodniczą w Jahn Czerniowce, skąd w 1930 przeszedł do Dragoș Vodă Czerniowce. W 1932 wyjechał do Bukaresztu, gdzie bronił barw pierwszoligowego klubu Venus Bukareszt. W 1940 ukończył karierę piłkarską. Był również dobrym hokeistą, występował w reprezentacji Rumunii w hokeju na lodzie. W 1936 uczestniczył w igrzyskach olimpijskich w Garmisch-Partenkirchen.

### Kariera reprezentacyjna
Bronił barw reprezentacji Rumunii. W 1930 występował w turnieju finałowym mistrzostw świata w Urugwaju.

## Kariera trenerska
Po zakończeniu kariery piłkarskiej trenował klub CCA Bukareszt.

## Sukcesy
- mistrz Rumunii: 1934, 1937, 1939, 1940
- uczestnik mistrzostw świata: 1930
- uczestnik zimowych igrzysk olimpijskich: 1936 (łyżwiarstwo figurowe)